# Episodi di The Rookie (settima stagione)
La settima stagione della serie televisiva The Rookie è trasmessa in prima visione negli Stati Uniti d'America, sul canale ABC, dal 7 gennaio 2025.
In Italia è inedita.
In Svizzera la stagione è stata trasmessa dal 23 aprile al 18 giugno 2025 su RSI LA1.
| nº | Titolo originale                 | Titolo italiano     | Prima TV USA     | Prima TV Svizzera |
| -- | -------------------------------- | ------------------- | ---------------- | ----------------- |
| 1  | The Shot                         | Mine vaganti        | 7 gennaio 2025   | 23 aprile 2025    |
| 2  | The Watcher                      | L'osservatore       | 14 gennaio 2025  | 23 aprile 2025    |
| 3  | Out of Pocket                    | Chiodo fisso        | 21 gennaio 2025  | 30 aprile 2025    |
| 4  | Darkness Falling                 | L'oscuro passeggero | 28 gennaio 2025  | 30 aprile 2025    |
| 5  | Til Death                        | Ombre dal passato   | 4 febbraio 2025  | 7 maggio 2025     |
| 6  | The Gala                         | San Valentino       | 11 febbraio 2025 | 7 maggio 2025     |
| 7  | The Mickey                       | Superare le crisi   | 18 febbraio 2025 | 14 maggio 2025    |
| 8  | Wildfire                         | Allerta evacuazione | 25 febbraio 2025 | 14 maggio 2025    |
| 9  | The Kiss                         | Il bacio            | 11 marzo 2025    | 21 maggio 2025    |
| 10 | Chaos Agent                      | Caos                | 18 marzo 2025    | 21 maggio 2025    |
| 11 | Speed                            | Speed               | 25 marzo 2025    | 28 maggio 2025    |
| 12 | April Fools                      | Pesce d'aprile      | 1º aprile 2025   | 28 maggio 2025    |
| 13 | Three Billboards                 | Tre manifesti       | 8 aprile 2025    | 4 giugno 2025     |
| 14 | Mad About Murder                 | Dark Web            | 15 aprile 2025   | 4 giugno 2025     |
| 15 | A Deadly Secret                  | Segreto mortale     | 22 aprile 2025   | 11 giugno 2025    |
| 16 | The Return                       | Bugie e verità      | 29 aprile 2025   | 11 giugno 2025    |
| 17 | Mutiny and the Bounty            | Il riscatto         | 6 maggio 2025    | 18 giugno 2025    |
| 18 | The Good, the Bad, and the Oscar | Incubo dal passato  | 13 maggio 2025   | 18 giugno 2025    |